# عبد أل ناصر حسن
عبد أل ناصر حسن هو لاعب كرة قدم سوري في مركز الدفاع، ولد في 10 يونيو 1989 في القامشلي في سوريا. شارك مع منتخب سوريا تحت 17 سنة لكرة القدم ومنتخب سوريا تحت 20 سنة لكرة القدم ومنتخب سوريا لكرة القدم. أما مع النوادي، فقد لعب مع نادي الشرطة ونادي النجمة ونادي الوحدة ونادي دهوك.